# ヨーク・アベニュー / サットン・プレイス

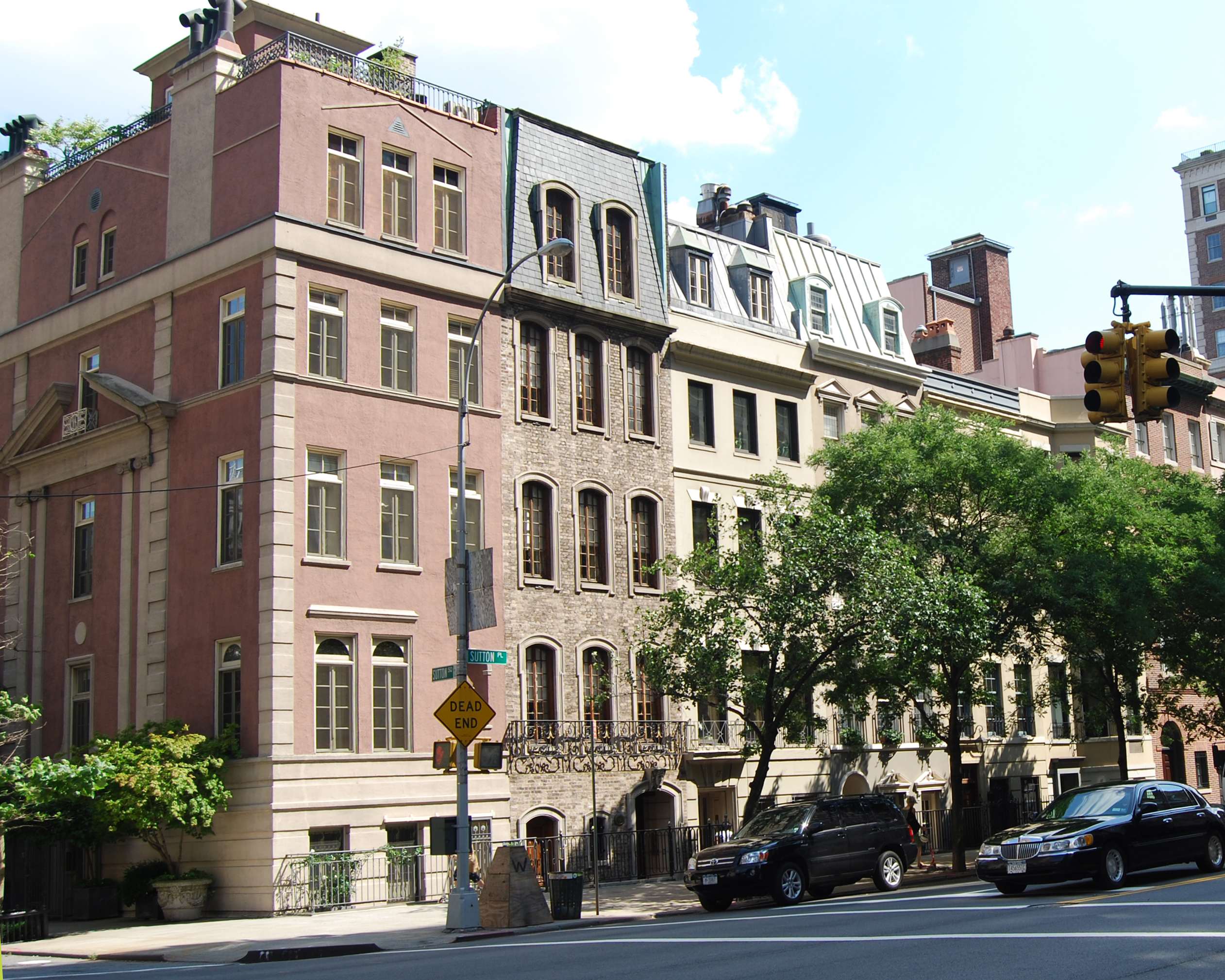
58丁目と57丁目の間のサットン・プレイスの東側のタウンハウス。

ヨーク・アベニュー (York Avenue) およびサットン・プレイス (Sutton Place) は、ニューヨーク市マンハッタン区のイーストサイドを南北に走る通りである。ヨーク・アベニューは、59丁目から91丁目の間のアッパー・イースト・サイド（ヨークヴィル (en) とレノックス・ヒル (en)）を走る。クイーンズボロ橋を境に、ヨーク・アベニューの南では、59丁目から57丁目の区間はサットン・プレイスと呼ばれ、57丁目から53丁目 (en) の区間はサットン・プレイス・サウスと呼ばれる。また、サットン・プレイスは同名の通りが走る周辺の地区の名前でもある。これらの通りはイースト川のすぐほとりを走り、これより東側にはごく短いイースト・エンド・アベニューが走るのみである。
これらの通り周辺は、アッパー・イースト・サイドと同様に高級住宅街として知られている。
ヨーク・アベニューの住所はアルファベット・シティのアベニューAからひと続きとなっている。その番地は1100番台から1700番台となっている。サットン・プレイスの番地はこれらとひと続きとはなっていない。
サットン・プレイス地区はタートル・ベイ (en) 地区の北側に隣接し、53丁目と59丁目、イースト川と1番街または2番街に囲まれるエリアである。
サットン・スクエア (Sutton Square) は、サットン・プレイスのすぐ東に位置する東58丁目のクルドサックであり、リバービュー・テラス (Riverview Terrace) はサットン・スクエアから北に走る短い私有道である。

## 歴史
現在、ヨーク・アベニューおよびサットン・プレイスと呼ばれる通りは、1811年委員会計画によって建設が計画された。この計画では、マンハッタン島の全幅に渡り12（1番街から12番街）の南北に走る大通りが設計された。さらに、島の形状のためにアルファベット・シティとアッパー・イースト・サイドのエリアには1番街よりも東に大きなスペースが残されるため、そのスペースにはアルファベット・シティではアベニューAからアベニューDを、アッパー・イースト・サイドではアベニューAを追加で設置することも決められた。この両地区のアベニューAの間はイースト川によって途切れているが、一直線上になっている。このアッパー・イースト・サイドのアベニューAの区間が、後にヨーク・アベニュー／サットン・プレイスと改名されることとなる。
1875年、Effingham B. SuttonがアベニューAの57丁目と58丁目の区間にブラウンストーン（赤褐色砂岩）のタウンハウスを建設した。最も初期のサットン・プレイスという呼び名の記録は1883年のThe New York Timesの記事に見られる。1897年、ニューヨーク市議会 (Board of Aldermen) はアベニューAの57丁目から60丁目の区間をサットン・プレイスに改名する嘆願を承認した。59丁目から60丁目の区間は現在ではヨーク・アベニューの一部となっている。
サットン・プレイスは、Anne Harriman VanderbiltやAnne Morganなどの裕福な社交界のセレブ達がイースト川を臨むこの通りの東側にタウンハウスを建て始めた1920年頃に最初にファッショナブルな地区へと変貌した。これらのタウンハウスはen:Mott B. Schmidtによって設計され、これが彼の最初の裕福者向けタウンハウスの設計キャリアのスタートとなった。すぐに、デベロッパー達はサットン・プレイスとサットン・プレイス・サウス沿いに豪華な共同住宅を建て始めた。その幾つかはen:Rosario Candelaによって設計された。この開発ブームは世界恐慌によって突如中断されることとなった。こうして、サットン・プレイス・サウスの南の区間と、サットン・プレイスの一番北の区間の住宅開発は1940年代および1950年代になるまで完成しなかった。
1928年、サットンプレイスの北の1ブロック（59丁目と60丁目の間）とそれより北のアベニューAの区間は、アルヴィン・ヨーク軍曹の栄誉を讃えてヨーク・アベニューと改名されることとなった。彼は第一次世界大戦のムーズ・アルゴンヌ攻勢でドイツ軍のマシンガン陣地を攻撃した功績で1919年に名誉勲章を与えられている。

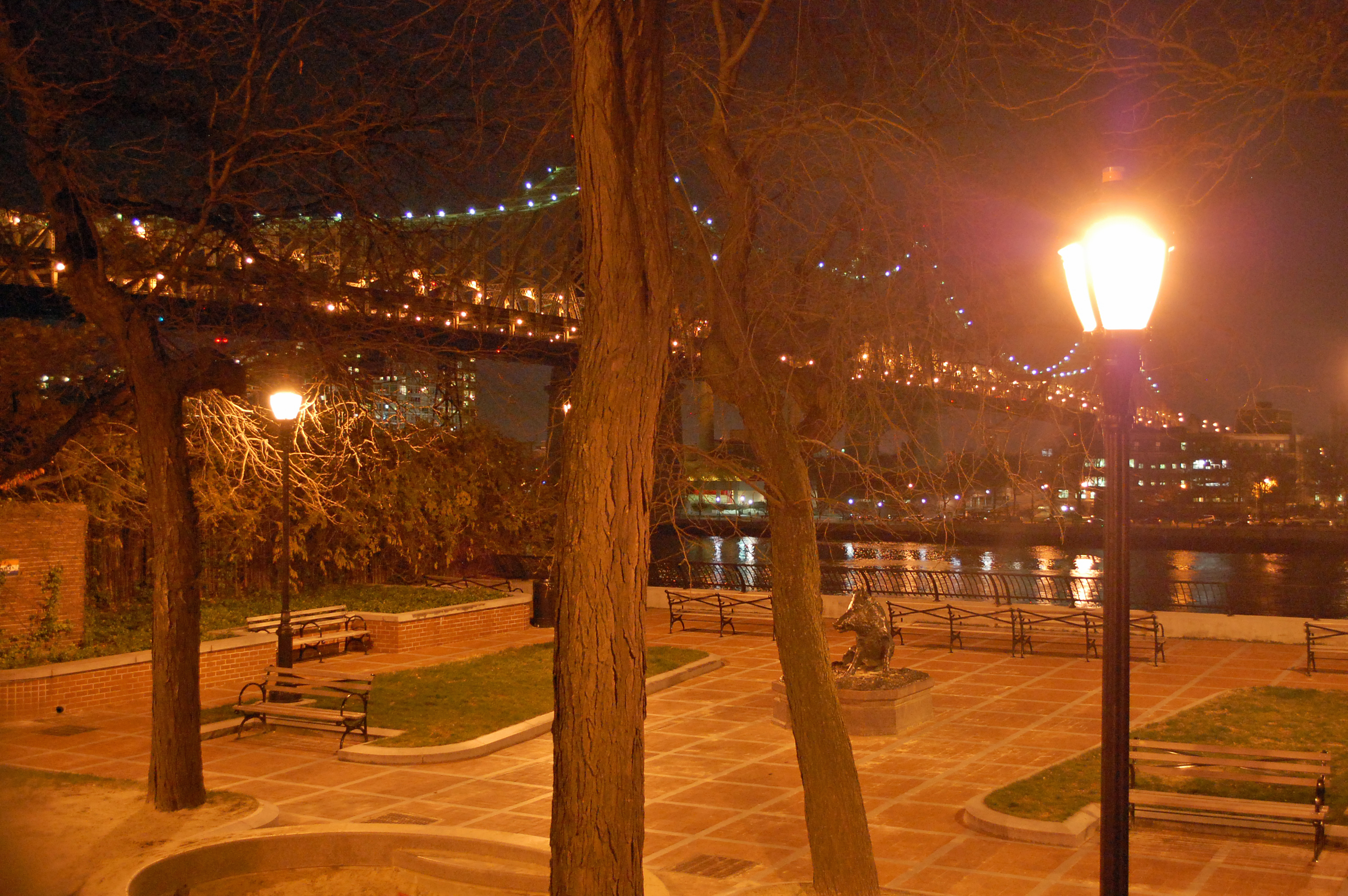
57丁目付近のサットン・プレイス・パーク。背後にはクイーンズボロ橋が見える。

## ランドマーク

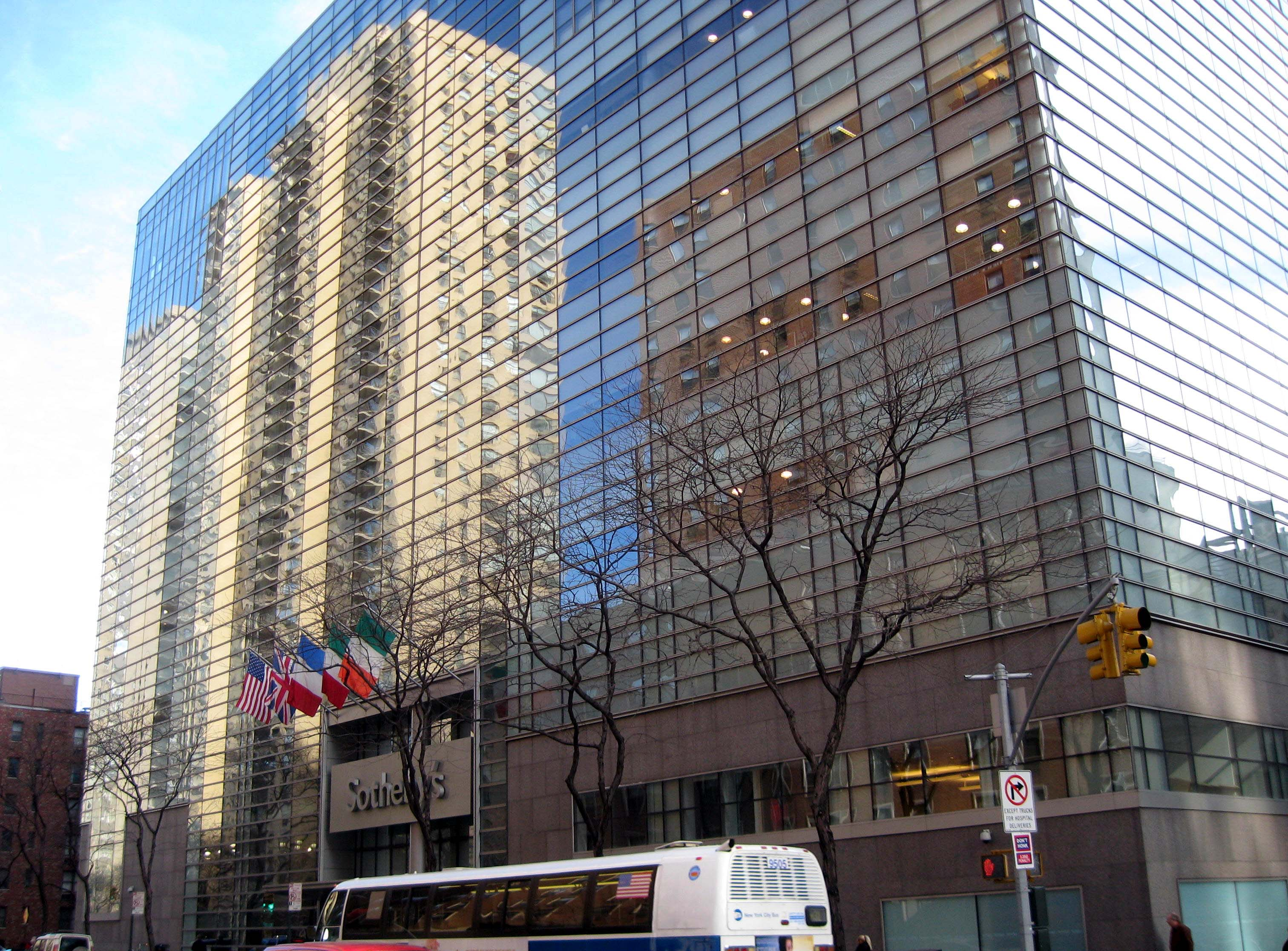
オークション会社サザビーズ 本社

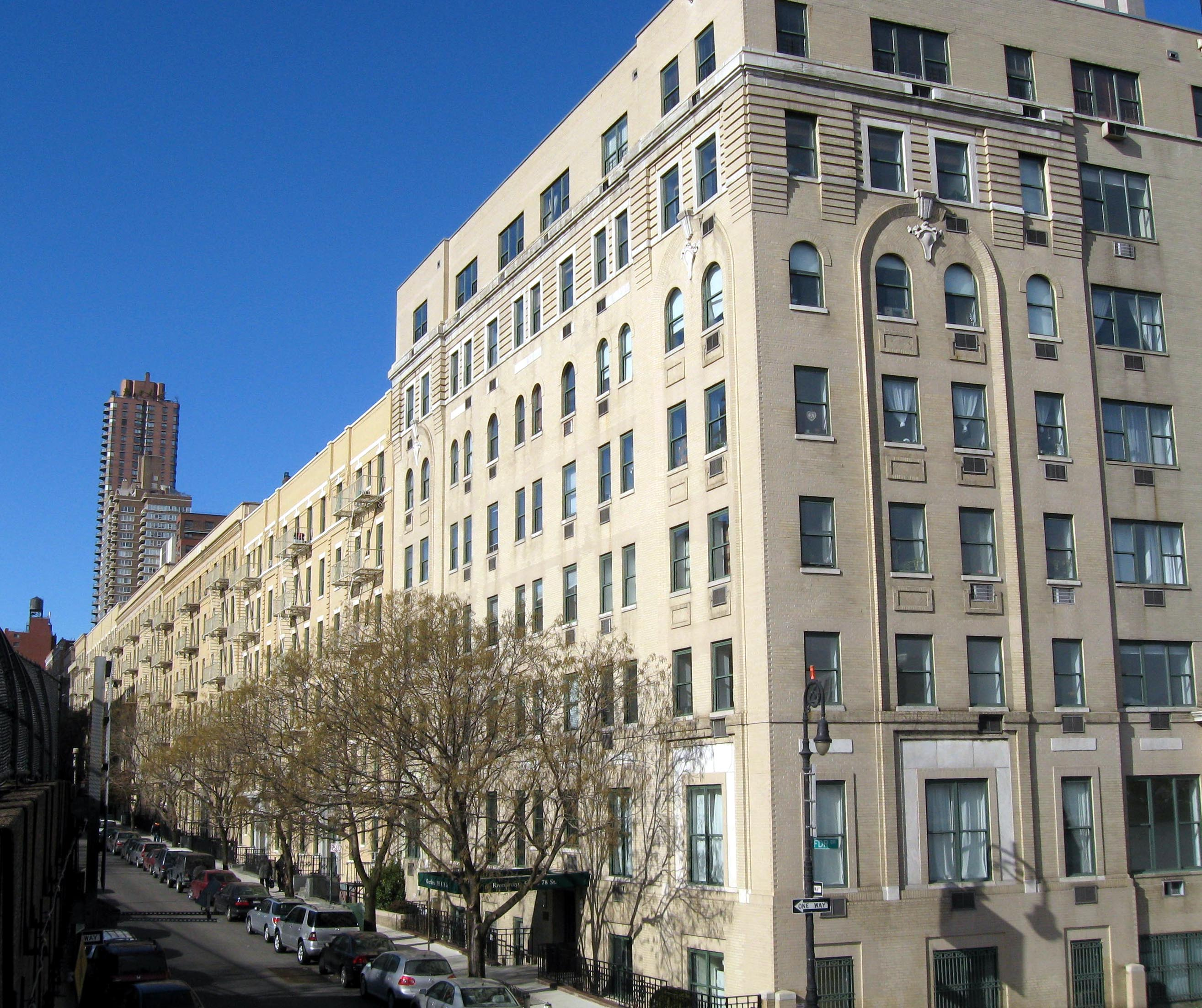
New York & Suburban Homes Companyの"Avenue A Estate"。アベニューAが改名する前に設立された。

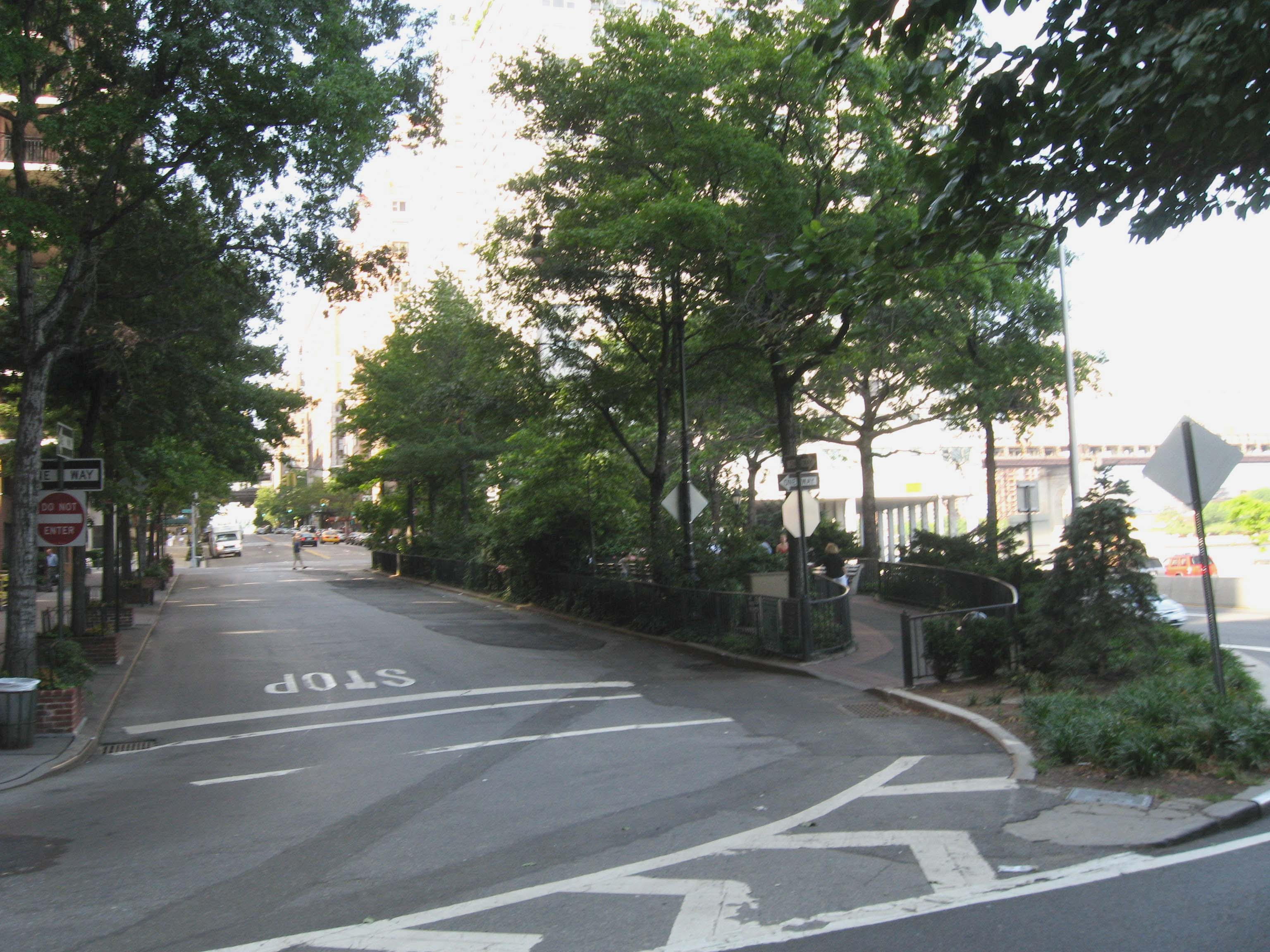
53丁目の地点のサットン・プレイス・サウス

- en:One Sutton Place North - en:Rosario Candelaによって設計された新ジョージア様式の住宅。
- One Sutton Place North - ウィリアム・ヴァンダービルトの未亡人Anne Harriman Vanderbiltのために建てられた住宅
- 3 Sutton Place - One Sutton Placeの隣の4階建のタウンハウスは1921年にジョン・モルガンの娘Anne Morganのために建てられ、1960年にウォルドルフ＝アストリアに代わるアメリカ国連大使の公邸として所有者によって寄贈されるも当時のアドレー・スティーブンソン国連大使は拒否したため[10][11][12][13]、1972年に国連へ寄付され、現在は国連事務総長の公邸となっている[14]。この公邸は国連本部より0.6マイル (0.97 km)北に位置する。

これら二つのタウンハウスの背後には、FDRドライブのトンネル上に公園があり、ニューヨーク市とタウンハウス所有者によって所有権を巡り法廷闘争に発展した。1939年に市が所有し、1990年までタウンハウスの所有者にリースする契約を結んだ。市はリース契約の延長を承諾せず、2007年にタウンハウスの所有者はこれを不服として訴えた。2011年には、タウンハウス側は公園の所有権を手放すことに同意し、公共公園として整備するために$100万を支払うことで市と同意した。
- オークション会社サザビーズ 本社 - ヨーク・アベニュー沿い71丁目と72丁目の間[19]

- ロックフェラー大学メインキャンパス - ヨーク・アベニュー沿い

### 公園
- Twenty-four Sycamores Park - 60丁目と61丁目の間
- サットン・プレイス公園 - 53丁目と54丁目の間